# 오쿠사 마나미
오쿠사 마나미(大草麻菜実, おおくさ まなみ)는 일본의 만화 및 애니메이션 안녕, 절망선생의 등장 인물이다.
이름은 "주부인 사람"이라는 뜻의 奥様な身에서 따온것으로 추측된다.

## 외관
- 설정상 주부지만, 학생이라 교복을 입을때가 많다.
- 헤어스타일은 정갈한 단발에, 옆머리와 뒷머리를 집어묶은 스타일.
- 키는 후우라 카후카보다 약간 큰 수준. 굽이 낮거나 없는 신발을 주로 신는다.
  - 이것은 확실한 수치가 아니며, 본편의 다른 등장인물과 크기가 설정된 사물에 비례해서 추산 한 것.
- 가슴 크기는 보통보다 약간 큰 수준.
- 눈은 동글동글하고 선한 눈. 눈썹이 짙다.
  - 관리를 안하면 이어져 버린다.
- 특별한 포인트는 없지만, 전체적으로 정갈한 사복을 즐겨입는다.
  - 성숙하거나 선정적인 옷을 입고 나오기도 한다.

## 성격
- 인사성이 밝고 따뜻한 마음을 가지고 있다.
- 어리버리한 면이있다.
- 친절하고 밝은 성격이다.

## 특징
일본 도쿄 코이시카와 구에 소재한 고등학교의 2학년 헤(4)반에 재학 중이고, 출석번호는 15번이다. 스토부(스토브 부部)의 부장이다. 학업쪽은 보통이지만, 교양이 풍부하며, 나이에 비해 행동도 어른스럽다. 도서위원도 겸하고 있는 것 같다. 주부라 그런지 모성애가 상당히 강하다. 불안정하거나 슬픈일이 있던 작중인물은 그녀에게 위로받기도 한다.

### 가정
기혼여성으로써, 남편이 있다. 노아라는 아기도 한명있지만 친자가 아닌 버려진 아이를 데리고 온 것. 수시로 돈을 요구하는 나쁜 전 남자 친구가 있다.

## 특기

### 만능
남편의 빚을 갚기위해 여러 가지 노력을 한다. 직종을 가리지 않고 여러 가지 아르바이트를 하며 심지어는 도박에까지 손을 댄다. 하지만 운이 나쁜편이라 헛고생할때가 많다.

## 그 외
- 남편이 외도중인걸 알고있으나 일부러 모른척 해준다.
- 본인 또한 일자리 사장과 관계가 있는 듯 하다.
- 목에 혹이 잡히나, 금전적 여유가 없어 무시하고 있다.
- 본편의 등장하는 아이돌인 AKaBane84의 멤버로 활동한적이 있다. 고정적인 팬층도 있다.
- 25권 이후로 출연횟수가 늘고있다.
- 스핀오프인 일곱☆나물에서 순무역을 맡고있다.